# مانويل غارسيا (دراج)
مانويل غارسيا (بالإنجليزية: Manuel García)‏ هو دراج أمريكي، ولد في 20 مارس 1964.

## وصلات خارجية
- مانويل غارسيا على موقع أرشيف الدراجات (الإنجليزية)
- مانويل غارسيا على موقع إحصائيات الدراجات الإحترافية (الإنجليزية)
- مانويل غارسيا على موقع أوليمبيديا (الإنجليزية)